# Freddy’s Frozen Custard & Steakburgers

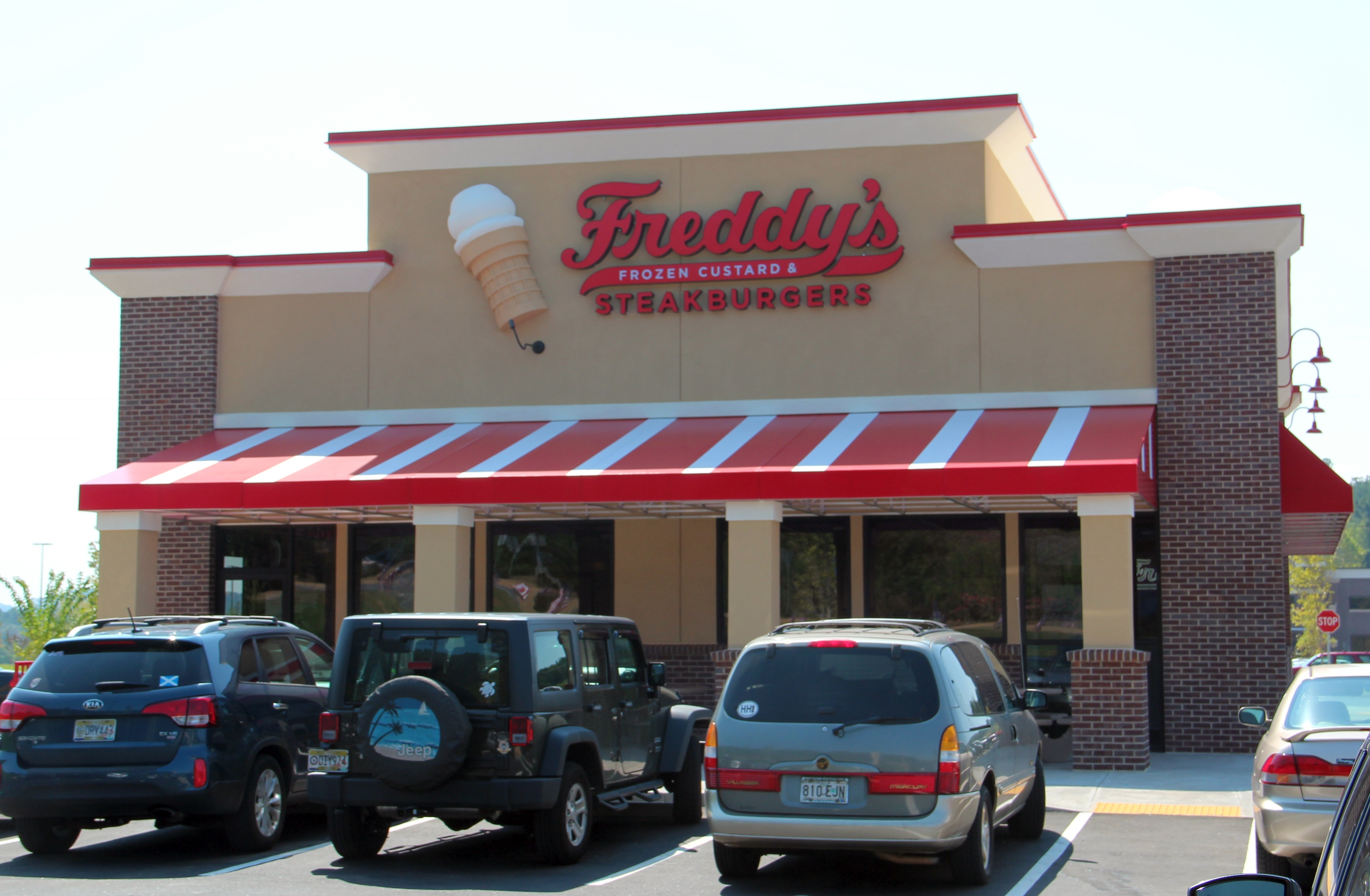
Filiale in Cartersville, Georgia

Freddy's Frozen Custard & Steakburgers ist eine amerikanische Fast-Food-Restaurantkette mit Sitz in Wichita, Kansas. Auf der Speisekarte stehen Steakburger, Hot Dogs, Chicken Sandwiches und Cremeeis (Frozen Custard). Das Unternehmen hatte Ende 2016 einen Umsatz von 340,5 Millionen US-Dollar.

## Geschichte
Freddy's wurde von dem Gastronomen Scott Redler und seinen beiden Brüdern Bill und Randy Simon gegründet. Das Unternehmen, das 2002 in Wichita, Kansas, gegründet wurde, eröffnete im Dezember 2004 seine erste Franchise-Filiale in Hutchinson, Kansas. Im April 2011 eröffnete das Unternehmen seine 50. Filiale in Victorville, Kalifornien, und im Oktober 2013 seine 100. Filiale in Bowling Green, Kentucky. Der 150. Standort wurde im April 2015 in Loveland, Colorado, eröffnet. Im März 2018 eröffnete Freddy's in Indianapolis, Indiana, den 300. Standort.